# Geografia Republiki Zielonego Przylądka

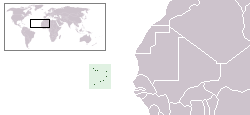
Położenie Wysp Zielonego Przylądka

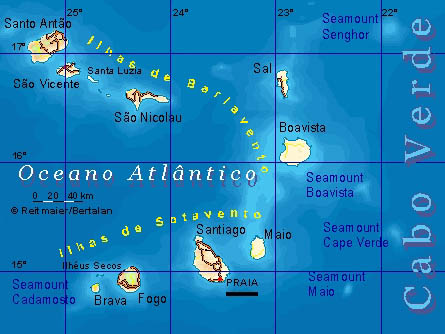
Mapa Wysp Zielonego Przylądka

Republika Zielonego Przylądka rozłożona jest na archipelagu Wysp Zielonego Przylądka (port. Arquipelago de Cabo Verde) w środkowej części Oceanu Atlantyckiego, 620 km na zachód od wybrzeży Afryki, na wysokości Przylądka Zielonego.
Archipelag składa się z 10 głównych wysp i 5 mniejszych wysepek. Wyspy dzielą się na dwie grupy: Wyspy Zawietrzne (Ilhas de Barlavento) i Wyspy Podwietrzne (Ilhas de Sotavento). Wyspy Zawietrzne to Santo Antão, São Vicente, Santa Luzia, São Nicolau, Sal i Boa Vista, Podwietrzne – Maio, Santiago, Fogo i Brava. Wnętrza wysp są górzyste z najwyższym szczytem Pico – 2829 m n.p.m. Wyspy zajmują powierzchnię 4033 km². Wszystkie, oprócz wyspy Santa Luzia, są zamieszkane. Zamieszkuje je w sumie 401 tys. osób.
Główną gałęzią gospodarki jest rolnictwo – na potrzeby własnego rynku uprawia się kukurydzę, ziemniaki, maniok, groch, zaś orzechy kokosowe, trzcina cukrowa i banany są eksportowane, rybołówstwo i przetwórstwo ryb. Pewne znaczenie ma także turystyka.

## Budowa geologiczna i rzeźba
Archipelag Wysp Zielonego Przylądka jest pochodzenia wulkanicznego. Najwyższym wzniesieniem Wysp jest stożek wulkanu Pico do Fogo (2829 m n.p.m.). Jego ostatni wybuch miał miejsce w 2014 roku. Północno-zachodnia część archipelagu (wyspy: Santo Antão, São Vicente, São Nicolau oraz Santiago) jest młodsza od części wschodniej, i co za tym idzie, powulkaniczny charakter krajobrazu jest tu bardziej widoczny. Ta część archipelagu jest wyższa od części wschodniej.
Powierzchnia archipelagu ma charakter górzysto-wyżynny. Roślinność naturalna na wyspach jest typowa dla obszarów pustynnych i półpustynnych.

## Klimat
Na wyspach panuje klimat zwrotnikowy suchy; średnia roczna suma opadów wynosi 100–250 mm, przy czym opady występują niemal wyłącznie latem. Wyspy Zielonego Przylądka charakteryzują się niewielkimi rocznymi wahaniami temperatur – średnia temperatura w Prai w styczniu wynosi 22 °C, a w lipcu 27 °C. Przyczyną małych opadów na wyspach jest suchość związana z zimnym Prądem Kanaryjskim, nie przynoszącym opadów, oraz z obecnością Wyżu Azorskiego.
Średnie temperatury i wysokość opadów dla poszczególnych miesięcy w roku ilustruje poniższa tabela:
| Miesiąc     | Temperatura | Temperatura | Opady   |
| Styczeń     | 75 °F       | 24 °C       | 5,3 mm  |
| Luty        | 75 °F       | 24 °C       | 3,8 mm  |
| Marzec      | 77 °F       | 25 °C       | 1,3 mm  |
| Kwiecień    | 77 °F       | 25 °C       | 0,0 mm  |
| Maj         | 78 °F       | 25 °C       | 0,0 mm  |
| Czerwiec    | 79 °F       | 26 °C       | 0,0 mm  |
| Lipiec      | 81 °F       | 27 °C       | 0,8 mm  |
| Sierpień    | 84 °F       | 29 °C       | 14,1 mm |
| Wrzesień    | 85 °F       | 29 °C       | 33,6 mm |
| Październik | 83 °F       | 29 °C       | 6,5 mm  |
| Listopad    | 81 °F       | 27 °C       | 2,5 mm  |
| Grudzień    | 77 °F       | 25 °C       | 1,6 mm  |

## Wody
Mała ilość opadów sprawia, że na wyspach sieć rzeczna jest bardzo uboga i ma charakter epizodyczny.

## Flora
Krajobraz wysp ma pustynny charakter, co oznacza, że szata roślinna jest tu typowa dla obszarów takich jak Sahara czy inne pustynie. Tylko na terenach zawietrznych, a dokładniej na Wyspach Zawietrznych, jest nieco wilgotniej i występuje tam bujniejsza roślinność. Tereny te są wykorzystywane rolniczo. W pozostałych rejonach występuje roślinność kserofityczna.

## Fauna
Podobnie jak flora, tak i fauna jest uboga. Na niezamieszkanych wyspach można spotkać tereny lęgowe żółwi morskich. Występuje również spora liczba gatunków jaszczurek. Z ptaków na wyspach występują m.in. różowe flamingi oraz ptactwo morskie. Na wyspy Zielonego Przylądka zostały sprowadzone przez ludzi dzikie kozy i afrykańskie gatunki małp. Oba te gatunki wypełniły nisze ekologiczne.